# Marcel Dicke

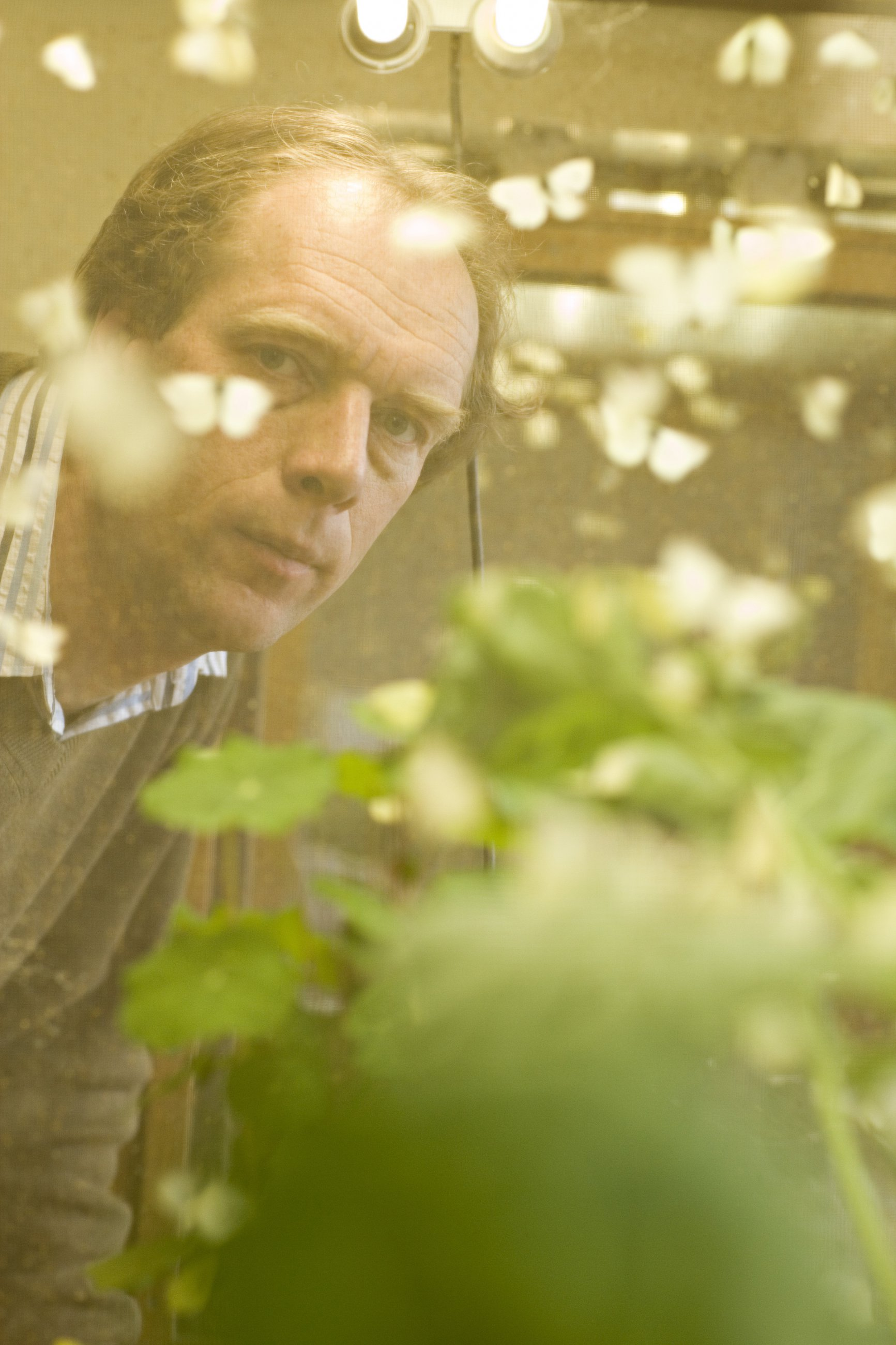
Marcel Dicke (2007)

Marcel Dicke (* 28. November 1957 in Dordrecht) ist ein niederländischer Entomologe. Er ist Professor an der Universität Wageningen.
Dicke erwarb 1982 sein Biologie-Diplom an der Universität Leiden, war dann Lehrer und wurde 1988 in Wageningen promoviert. Ab 1997 war er dort Professor für Entomologie.
Dicke entdeckte 1986, dass Pflanzen bei Befall mit Insekten nicht nur Toxine gegen diese absondern können, sondern auch Duftstoffe aussenden können, die deren Fraßfeinde anlocken. Das eröffnete ein neues Forschungsfeld (tritrophische Wechselwirkungen). Dicke arbeitet interdisziplinär und untersucht Insekten von der Gen-Ebene bis zu Insekten-Gemeinschaften.
Er ist auch öffentlich als Befürworter einer Ernährung auf Basis von Insekten hervorgetreten und Ko-Autor eines Insekten-Kochbuchs.
2007 erhielt er den Spinoza-Preis. Er ist Mitglied der Königlich Niederländischen Akademie der Wissenschaften. 2006 war er einer der Gewinner des Rank Prize.

## Schriften
- mit Louis M Schoonhoven, JJA van Loon: Insect-Plant Biology, Oxford University Press 2005
- mit Louise E. M. Vet: Ecology of infochemical use by natural enemies in a tritrophic context, Annual Review of Entomology, Band 37, 1992, S. 141–172
- mit M. W. Sabelis: How plants obtain predatory mites as bodyguards, Netherlands Journal of Zoology, Band 38, 1988, S. 148–165
- mit J. Takabayshi: Plant—carnivore mutualism through herbivore-induced carnivore attractants, Trends in Plant Science, Band 1, 1996, S. 109–113
- mit Maurice W. Sabelis, Junji Takabayashi, Jan Bruin, Maarten A Posthumus: Plant strategies of manipulating predatorprey interactions through allelochemicals: prospects for application in pest control, Journal of Chemical Ecology, Band 16, 1990, S. 3091–3118
- mit I. T. Baldwin: The evolutionary context for herbivore-induced plant volatiles: beyond the ‘cry for help’, Trends in plant science, Band 15, 2010, S. 167–175
- mit Van Huis, van Gurp: The Insect Cookbook - Food for a Sustainable Planet. Columbia University Press, 2014